# Michael Beauchamp
Michael Beauchamp (Sydney, 8 maart 1981) is een Australische betaald voetballer van Franse afkomst die bij voorkeur in de verdediging speelt. In februari 2006 debuteerde hij in het Australisch voetbalelftal, waarvoor hij meer dan twintig interlands speelde.

## Clubvoetbal
Beauchamp speelde tot 2002 voor Marconi Stallions. Vervolgens speelde hij in eigen land voor Parramatta Power (2002-2004), Olympic Sharks (2004-2005) en Central Coast Mariners (2005-2006). In 2006 werd Beauchamp gecontracteerd door 1. FC Nürnberg, waar ook zijn landgenoot Joshua Kennedy onder contract stond. Hij debuteerde op 24 september 2006 tegen Energie Cottbus in de Bundesliga. Op 18 februari 2007 maakte Beauchamp zijn eerste competitiedoelpunt, eveneens tegen Energie Cottbus. Beauchamp won met 1. FC Nürnberg in 2007 de DFB Pokal. In 2008 tekende hij bij Aalborg BK. In 2009 ging hij bij Al-Jazira Club spelen vooraleer in 2010 terug naar zijn geboorteland te vertrekken. In het seizoen 2010-2011 lag Beauchamp onder contract bij Melbourne Heart. In het seizoen 2011/12 kwam hij uit voor Sydney FC waarna hij overstapte naar Western Sydney Wanderers.

## Nationaal elftal
Beauchamp speelde in 2004 met Australië op de Olympische Spelen. Hij debuteerde in februari 2006 in het Australisch nationaal elftal. Beauchamp behoorde tot de selectie van de Socceroos voor het WK 2006. De verdediger was samen met Mark Milligan van Sydney FC de enige twee spelers uit de A-League in de WK-selectie. Beide spelers kwamen op het toernooi echter niet in actie. Hij behoorde tot de selectie voor de Azië Cup 2007, het eerste Aziatische toernooi waaraan Australië deelnam na de overstap van de OFC naar de AFC in januari 2007.